# Saison 1 de Suspicion
Chronologie
saison 2
Cet article présente les trente-deux épisodes de la première saison de la série télévisée Suspicion.

## Distribution

### Acteur principal
- Alfred Hitchcock : L'Hôte

### Acteurs invités
- Gig Young : Duke Marsden (épisode 1)
- Gene Evans : Ed Krutcher (épisode 1)
- Robert Redford : Chuck Marsden (épisode 1) / David Chesterman (épisode 18)
- Jeffrey Hunter : Harold (épisode 2)
- Vera Miles : Daphné (épisode 2)
- Dick Sargent : Dave Fulton (épisode 2)
- Brian Keith : Jim Mallory (épisode 3)
- Patricia Breslin : Linda Mallory (épisode 3)
- John Forsythe : Michael Barnes (épisode 4)
- Kent Smith : Jerry O'Hara (épisode 4)
- James Mason : Warren Barrow (épisode 5)
- Angie Dickinson : Janet West (épisode 5)
- Carol Lynley : Sœur Pamela Wiley (épisode 6)
- Clu Gulager : Jimmy K. Bresson (épisode 6)
- R.G. Armstrong : William Downey (épisode 6)
- Dean Stockwell : David Kelsey (épisode 7)
- Macdonald Carey : John Mitchell (épisode 8)
- Richard Basehart : Philip Townsend (épisode 9)
- Lola Albright : Ruth Burke (épisode 9)
- James Farentino : Bernie (épisode 9)
- Barry Sullivan : John Sampson (épisode 10)
- Hugh O'Brian : Christopher Martin (épisode 11)
- Gena Rowlands : Helen Martin (épisode 11) / Louise Henderson (épisode 23)
- Tony Randall : Hadley Purvis (épisode 12)
- Jayne Mansfield : Marion (épisode 12)
- Peter Falk : Robert Evans (épisode 13)
- Dina Merrill : Laura (épisode 13)
- Howard Duff : Peter Harding (épisode 14)
- Dan Dailey : Philip Bartel (épisode 14)
- Jan Sterling : Beatrice Bartel (épisode 14)
- Bettye Ackerman : Lorna Dickson (épisode 14)
- David Wayne : Andrew Anderson (épisode 15)
- William Conrad : Sergent Cresse (épisode 15)
- Bob Crane : Charlie Lessing (épisode 15)
- Anne Francis : Eve Raydon (épisode 16)
- Ruth Roman : Adelaide Strain (épisode 16)
- Tim O'Connor : Halstead (épisode 16)
- Inger Stevens : Karen Wilson (épisode 16)
- Dan O'Herlihy : Simon Carter (épisode 16)
- Greg Morris : Docteur Foster (épisode 16)
- Zohra Lampert : Marie Petit (épisode 18)
- Barry Morse : Karl Gault (épisode 18)
- Bradford Dillman : Bill Nelson (épisode 19)
- Diana Hyland : Janet Nelson (épisode 19)
- Edward Asner : Jack Stander (épisode 19)
- June Dayton : Barbara Stander (épisode 19)
- Joan Fontaine : Alice Pemberton (épisode 20)
- Gary Merrill : John Pemberton (épisode 20)
- Peter Graves : Mark Needham (épisode 21)
- Albert Salmi : Theodore Bond (épisode 21)
- Ed Nelson : Tom Keller (épisode 5) / Alex Trevor (épisode 21)
- Michael Parks : Docteur Daniel Dana (épisode 22)
- Charles McGraw : Docteur Simon Oliver (épisode 22)
- Nancy Kelly : Madame Williams (épisode 23)
- Joyce Van Patten : Grace (épisode 23)
- Juanita Moore : Madame McFarland (épisode 23)
- Dean Jagger : George Davies (épisode 24)
- Betty Field : Jenny Davies (épisode 24)
- Will Hutchins : J.J. Fenton (épisode 24)
- Michael Rennie : Ralph Manson (épisode 25)
- Phyllis Thaxter : Nora Cory Manson (épisode 25)
- Jim McMullan : George Cory (épisode 25)
- Natalie Trundy : Jean Dekker (épisode 25)
- Larry Storch : Oscar Blenny (épisode 26)
- Henry Silva : Bill Grant (épisode 26)
- David White : Détective Burr (épisode 26) / Lance Hawthorn (épisode 29)
- Alan Napier : Monsieur Hodges (épisode 26)
- Gilbert Roland : Luis Aguilar (épisode 27)
- Laraine Day : Ruth (épisode 27)
- Michael Wilding : David Saunders (épisode 28)
- Anna Lee : Roberta Saunders (épisode 28)
- Katherine Crawford : Lauren Saunders (épisode 28)
- Lois Nettleton : Diane Castillejo (épisode 29)
- Anthony George : Victor Castillejo (épisode 29)
- Madlyn Rhue : Consuela Sandino (épisode 29)
- Gene Barry : John Chambers (épisode 30)
- Dabney Coleman Tom Esterow (épisode 30)
- Lou Jacobi Lieutenant Wolfson (épisode 30)
- John Gavin : Docteur Don Reed (épisode 31)
- Diana Dors : Nickie Carole (épisode 31)
- Scott Brady : Bill Floyd (épisode 31)
- Tom Skerritt : Docteur Frank Farmer (épisode 31)
- Victor Jory : Détective Paul Reardon (épisode 32)
- Paul Hartman : Trenker (épisode 32)
- John Marley : Mike (épisode 26) / Détective Ed Singer (épisode 32)
- Richard Jaeckel : Tom (épisode 17) / Boxer (épisode 32)
- Lawrence Tierney : Herbie Lane (épisode 32)

## Épisodes

### Épisode 1:Titre français inconnu (A Piece of the Action)
- États-Unis : 20 septembre 1962 sur CBS[1]

- Gig Young (Duke Marsden)
- Martha Hyer (Alice Marsden)
- Gene Evans (Ed Krutcher)
- Robert Redford (Chuck Marsden)
- Nick Dennis (Danny)
- Raymond Bailey (Allie Saxon)
- Roger De Koven (Nate)
- Kreg Martin (Smiley)
- Dee J. Thompson (Kelly)
- Robert Reiner (Pete)

### Épisode 2:Chez les fous
- États-Unis : 27 septembre 1962 sur CBS[2]

- Jeffrey Hunter (Harold)
- Vera Miles (Daphné)
- Dick Sargent (Dave Fulton)
- Abraham Sofaer (Docteur MacFarlane)
- Alf Kjellin (Edwin Volk)
- Mary Scott (Wanda Hatfield)
- Madge Kennedy (Madame MacFarlane)
- Ralph Roberts (Paul Hatfield)

### Épisode 3:Titre français inconnu (Night of the Howl)
- États-Unis : 4 octobre 1962 sur CBS[3]

- Brian Keith (Jim Mallory)
- Patricia Breslin (Linda Mallory)
- Mike Kellin (Parker)
- Philip Coolidge (Locke)
- Robert Bray (Lieutenant Ames)
- Frank Ferguson (Capitaine Garner)
- Norman Leavitt (Ben Kaylor)
- Terry Ann Ross (Barbara)
- Claudia Cravey (Anne Mallory)

### Épisode 4:J'ai tout vu
- États-Unis : 11 octobre 1962 sur CBS[4]

- John Forsythe (Michael Barnes)
- Kent Smith (Jerry O'Hara)
- Evans Evans (Penny Sanford)
- John Fiedler (Malcolm Stuart)
- Philip Ober (Colonel Hoey)
- John Zaremba (Richard Anderson)
- Barney Phillips (Lieutenant Sweet)
- William Newell (Sam Peterson)
- Willis Bouchey (Juge Neilson)

### Épisode 5:Le Traquenard
- États-Unis : 18 octobre 1962 sur CBS[5]

- James Mason (Warren Barrow)
- Angie Dickinson (Janet West)
- Arnold Moss (Victor Hartman)
- Ed Nelson (Tom Keller)
- Roland Winters (Ivar West)
- Sara Shane (Helen Barrow)
- Bart Burns (Summers)
- Geraldine Wall (Madame Hurley)
- Don Matheson (Jack Pierson)

### Épisode 6:Titre français inconnu (Final Vow)
- États-Unis : 25 octobre 1962 sur CBS[6]

- Carol Lynley (Sœur Pamela Wiley)
- Clu Gulager (Jimmy K. Bresson)
- Carmen Phillips (Bess Macken)
- Sam Gilman (Lieutenant Shapiro)
- John Zaremba (Monsieur Meecham)
- Isobel Elsom (Mère supérieure)
- R.G. Armstrong (William Downey)
- Sara Taft (Sœur Lydia)
- Charity Grace (Sœur Jem)

### Épisode 7:Annabelle
- États-Unis : 1er novembre 1962 sur CBS[7]

- Dean Stockwell (David H. Kelsey / William Newmaster)
- Susan Oliver (Annabel Delaney)
- Kathleen Nolan (Linda Brennan)
- Gary Cockrell (Wes Carmichael)
- Hank Brandt (Gerald Delaney)
- Bert Remsen (Shériff)
- Bryan O'Byrne (Monsieur Phelps)
- Florence MacMichael (Daisy)
- Lisabeth Hush (Linda)

### Épisode 8:Le Sauveteur
- États-Unis : 8 novembre 1962 sur CBS[8]

- Macdonald Carey (John Mitchell)
- Robert Sterling (Ray Roscoe)
- Peggy McCay (Sally Mitchell)
- Adele Mara (Eve Sherston)
- Karl Swenson (George Sherston)
- Robert Armstrong (Capitaine Charles Faulkner)
- Bill Mumy (Tony Mitchell)
- Linda Rand (Kira)

### Épisode 9:Titre français inconnu (The Black Curtain)
- États-Unis : 15 novembre 1962 sur CBS[9]

- Richard Basehart (Philip Townsend)
- Lola Albright (Ruth Burke)
- Gail Kobe (Virginia)
- James Farentino (Bernie)
- Neil Burstyn (Chuck)
- Celia Lovky (Madame Fisher)
- Lee Philips (Frank Carlin)

### Épisode 10:L'Autre Homme
- États-Unis : 22 novembre 1962 sur CBS[10]

- Barry Sullivan (Paul Sampson)
- Louis Hayward (Juge David Wilcox)
- Dee Hartford (Felicity Sampson)
- Claude Akins (Shériff Jordan)
- Katharine Bard (Caroline Sampson)
- Hugh Marlowe (Harold)
- Jeremy Slate (Trent Parker)
- K.T. Stevens (Alice)
- Les Tremayne (Docteur Felix Ryder)

### Épisode 11:Titre français inconnu (Ride the Nightmare)
- États-Unis : 29 novembre 1962 sur CBS[11]

- Hugh O'Brian (Christopher Martin)
- Gena Rowlands (Helen Martin)
- John Anderson (Adam)
- George Gaynes (Monsieur Campbell)
- Olan Soule (Bill)
- Jay Lanin (Fred)
- Richard Shannon (Steve)
- Philippa Bevans (Madame Anthony)

### Épisode 12:Titre français inconnu (Hangover)
- États-Unis : 6 décembre 1962 sur CBS[12]

- Tony Randall (Hadley Purvis)
- Jayne Mansfield (Marion)
- Myron Healey (Bob Blake)
- Robert Lieb (Bill Hunter)
- Tyler McVey (Driscoll)
- James Maloney (Cushman)

### Épisode 13:Titre français inconnu (Bonfire)
- États-Unis : 13 décembre 1962 sur CBS[13]

- Peter Falk (Robert Evans)
- Dina Merrill (Laura)
- Patricia Collinge (Naomi Freshwater)
- Paul Von Schreiber (Le jeune homme)
- Anthony Spinelli (Le chauffeur de taxi)
- Craig Duncan (L'officier de police)

### Épisode 14:Titre français inconnu (The Tender Poisoner)
- États-Unis : 20 décembre 1962 sur CBS[14]

- Howard Duff (Peter Harding)
- Dan Dailey (Philip Bartel)
- Jan Sterling (Beatrice Bartel)
- Phillip Reed (John O'Brien)
- Richard Bull (Le détective)
- Bettye Ackerman (Lorna Dickson)

### Épisode 15:Le 31 février
- États-Unis : 4 janvier 1963 sur CBS[15]

- David Wayne (Andrew Anderson)
- William Conrad (Sergent Cresse)
- Elizabeth Allen (Molly O'Rourke)
- Bob Crane (Charlie Lessing)
- William Sargent (Peter Granville)
- Staats Cotsworth (Vincent)
- Katleen O'Malley (Valerie Anderson)
- Bernadette Hale (Mademoiselle Wright)
- Stacy Harris (Le procureur)

- La version française de cet épisode a été perdue, l'épisode n'est disponible qu'en version originale sous-titrée.
- Derrière le pseudonyme de Logan Swanson se cache en fait le romancier américain Richard Matheson.

### Épisode 16:Titre français inconnu (What Really Happened)
- États-Unis : 11 janvier 1963 sur CBS[16]

- Anne Francis (Eve Raydon)
- Ruth Roman (Adelaide Strain)
- Gladys Cooper (Madame Raydon)
- Stephen Dunne (Jack Wentworth)
- Michael Strong (Molloy)
- Tim O'Connor (Halstead)
- Gene Lyons (Howard Raydon)
- Michael Crisalli (Gilly Strain)

### Épisode 17:Brouillard
- États-Unis : 18 janvier 1963 sur CBS[17]

- Inger Stevens (Karen Wilson)
- Dan O'Herlihy (Simon Carter)
- Simon Scott (Stan Wilson)
- Richard Jaeckel (Tom)
- Chris Robinson (Ricky)
- Peter Brown (Ed)
- Greg Morris (Docteur Foster)
- Christopher Dark (Manuel Sanchez)
- Russell Thorson (Shériff Geary)

### Épisode 18:Titre français inconnu (A Tangled Web)
- États-Unis : 25 janvier 1963 sur CBS[18]

- Robert Redford (David Chesterman)
- Zohra Lampert (Marie Petit)
- Barry Morse (Karl Gault)
- Gertrude Flynn (Ethel Chesterman)
- Cathleen Cordell (Madame Spaulding)
- Joan Houseman (Madame Flingston)

### Épisode 19:Titre français inconnu (To Catch a Butterfly)
- États-Unis : 1er février 1963 sur CBS[19]

- Bradford Dillman (Bill Nelson)
- Diana Hyland (Janet Nelson)
- Edward Asner (Jack Stander)
- June Dayton (Barbara Stander)
- Than Wyenn (Docteur Burns)
- Mickey Sholdar (Eddie Stander)

### Épisode 20:Titre français inconnu (The Paragon)
- États-Unis : 8 février 1963 sur CBS[20]

- Joan Fontaine (Alice Pemberton)
- Gary Merrill (John Pemberton)
- Virginia Vincent (Madge Fletcher)
- Linda Leighton (Evie Wales)
- June Walker (Madame Wales)
- Irene Tedrow (Ethel)
- Susan Gordon (Betty)
- Richard Carlyle (Leo Wales)
- William Sargent (Walter Fletcher)
- Jesslyn Fax (Madame Bates)
- Willis Bouchey (Monsieur Norton)
- Lester Maxwell (Colin)

### Épisode 21:Titre français inconnu (I'll Be Judge - I'll Be Jury)
- États-Unis : 15 février 1963 sur CBS[21]

- Peter Graves (Mark Needham)
- Albert Salmi (Theodore Bond)
- Ed Nelson (Alex Trevor)
- Sarah Marshall (Louise Trevor)
- Rodolfo Hoyos Jr. (Inspecteur Ortiz)
- Eric Tovar (Sergent Perez)
- Zolya Talma (Madame Bond)
- Eileen O'Neill (Laura Needham)
- Judith De Hart (Margaret Bond)

### Épisode 22:Titre français inconnu (Diagnosis: Danger)
- États-Unis : 1er mars 1963 sur CBS[22]

- Michael Parks (Docteur Daniel Dana)
- Charles McGraw (Docteur Simon P. Oliver)
- Stefan Gierasch (Sergent Boyle)
- Cecilia Lovsky (Madame Dominic Chitava)
- Al Ruscio (Docteur Taylor)
- Berkeley Harris (Adjoint Judd)
- Rupert Crosse (Docteur Paul Mackey)
- Allen Joseph (Docteur Norman Abrams)
- Dee J. Thompson (Miss Nelson)
- Douglas Henderson (Huntzinger)
- Helen Westcott (Madame Fletcher)
- Marc Cavell (Alf Colton)
- Gus Trikonis (Gordie Sykes)
- Marc Rambeau (Douglas Lynch)

### Épisode 23:Titre français inconnu (The Lonely Hours)
- États-Unis : 8 mars 1963 sur CBS[23]

- Nancy Kelly (Madame J.A. Williams / Vera Brandon)
- Gena Rowlands (Louise Henderson)
- Joyce Van Patten (Grace)
- Juanita Moore (Madame McFarland)
- Willa Pearl Curtis (Katie)
- Jackie Russell (Sandra)
- Mary Adams (L'infirmière)
- Chris Gilmore (Harriett Henderson)
- Jesslyn Fax (Madame McGuiness)
- Sally Smith (Marjorie Henderson)
- Jennifer Gillespie (Celia)
- Alice Backes (La femme policier)

### Épisode 24:Panique
- États-Unis : 15 mars 1963 sur CBS[24]

- Dean Jagger (George Davies)
- Betty Field (Jenny Davies)
- Will Hutchins (J.J. Fenton)
- Crahan Denton (Shériff Walter Watson)
- Harry Harvey (Docteur Vince)
- Katherine Squire (Madame Fenton)
- George Mitchell (Juge Higgins)
- Don Hanmer (Leo Lloyd)
- Ray Hemphill (Adjoint Pete)
- Jennifer West (Alice Morse)
- Sam Reese (Martin Hendrix)
- William Challee (Jess Bartholomew)
- Martine Bartlett (Flossie)

- La version française de cet épisode a été perdue, l'épisode n'est disponible qu'en version originale sous-titrée.
- Une adaptation cinématographique a été produite en 1962, il s'agit du film Le Septième Juré.

### Épisode 25:Long Silence
- États-Unis : 22 mars 1963 sur CBS[25]

- Michael Rennie (Ralph Manson)
- Phyllis Thaxter (Nora Cory Manson)
- Jim McMullan (George Cory)
- Natalie Trundy (Jean Dekker)
- Vaughn Taylor (Docteur Babcock)
- Connie Gilchrist (Emma)
- Claude Stroud (Edgar Ogden)
- Rees Vaughn (Robbie Cory)

- La version française de cet épisode a été perdue, l'épisode n'est disponible qu'en version originale sous-titrée.

### Épisode 26:Titre français inconnu (An Out for Oscar)
- États-Unis : 5 avril 1963 sur CBS[26]

- Larry Storch (Oscar Blenny)
- Henry Silva (Bill Grant)
- Linda Christian (Eva Ashley)
- John Marley (Mike)
- George Petrie (Rogers)
- Myron Healey (Peter Rogan)
- Rayford Barnes (Ronald)
- David White (Détective Burr)
- Alan Napier (Monsieur Hodges)

### Épisode 27:Titre français inconnu (Death and the Joyful Woman)
- États-Unis : 12 avril 1963 sur CBS[27]

- Gilbert Roland (Luis Aguilar)
- Laraine Day (Ruth)
- Laura Devon (Kitty Norris)
- Tom Lowell (Dominic Felse)
- Don Galloway (Al Aguilar)
- Frank Overton (George Felse)

### Épisode 28:Titre français inconnu (Last Seen Wearing Blue Jeans)
- États-Unis : 19 avril 1963 sur CBS[28]

- Michael Wilding (David Saunders)
- Anna Lee (Roberta Saunders)
- Katherine Crawford (Lauren Saunders)
- Randy Boone (Pete Tanner)
- James Anderson (Vince Cates)
- Jesse Jacobs (Grosse)
- Eve McVeagh (Rose Cates)
- Russ Conway (Inspecteur des douanes Henderson)
- Kreg Martin (Al)
- Jose De Vega (Gato)
- Frank Albertson (Tom Batterman)

### Épisode 29:Titre français inconnu (The Dark Pool)
- États-Unis : 3 mai 1963 sur CBS[29]

- Lois Nettleton (Diane Castillejo)
- Anthony George (Victor Castillejo)
- Madlyn Rhue (Consuela Sandino)
- David White (Lance Hawthorn)
- Eugene Iglesias (Pedro Sanchez)
- Doris Lloyd (Andrina Gibbs)
- Isobel Elsom (Sœur Marie-Thérèse)
- Walter Woolf King (Sénateur Hayes)
- Eva Novak (Madame Hayes)
- Bess Flowers (Madame Pradanos)
- Paul Bradley (Monsieur Pradanos)

### Épisode 30:Titre français inconnu (Dear Uncle George)
- États-Unis : 10 mai 1963 sur CBS[30]

- Gene Barry (John Chambers)
- John Larkin (Simon Aldritch)
- Patricia Donahue (Louise Chambers)
- Dabney Coleman (Tom Esterow)
- Robert Sampson (Sergent Duncan)
- Lou Jacobi (Lieutenant Wolfson)
- Brendan Dillon (Sam)
- Charity Grace (Madame Weatherby)
- Alicia Li (Bea)

### Épisode 31:Titre français inconnu (Run for Doom)
- États-Unis : 17 mai 1963 sur CBS[31]

- John Gavin (Docteur Don Reed)
- Diana Dors (Nickie Carole)
- Scott Brady (Bill Floyd)
- Carl Benton Reid (Horace Reed)
- Tom Skerritt (Docteur Frank Farmer)
- Lew Brown (David Carson)
- Robert Carson (Mulloy)
- Gail Bonney (Sarah)
- Jon Shepodd (Curtis Cane)

### Épisode 32:Titre français inconnu (Death of a Cop)
- États-Unis : 24 mai 1963 sur CBS[32]

- Victor Jory (Détective Paul Reardon)
- Peter Brown (Détective Philip Reardon)
- Paul Hartman (Trenker)
- John Marley (Détective Ed Singer)
- Richard Jaeckel (Boxer)
- Paul Genge (Lieutenant Tom Mills)
- Jean Willes (Eva)
- Wilton Graff (George Chaney)
- Read Morgan (Freddie Arnold)
- Rex Holman (Jocko Hanlin)
- Shirley O'Hara (Alice Reardon)
- Bob Okazaki (Wong)
- Rees Vaughn (Sammy Garrison)
- Marc Rambeau (Alec Malloy)
- Joseph Ruskin (Gabby Donovan)
- Lawrence Tierney (Herbie Lane)